# Hermann Geib

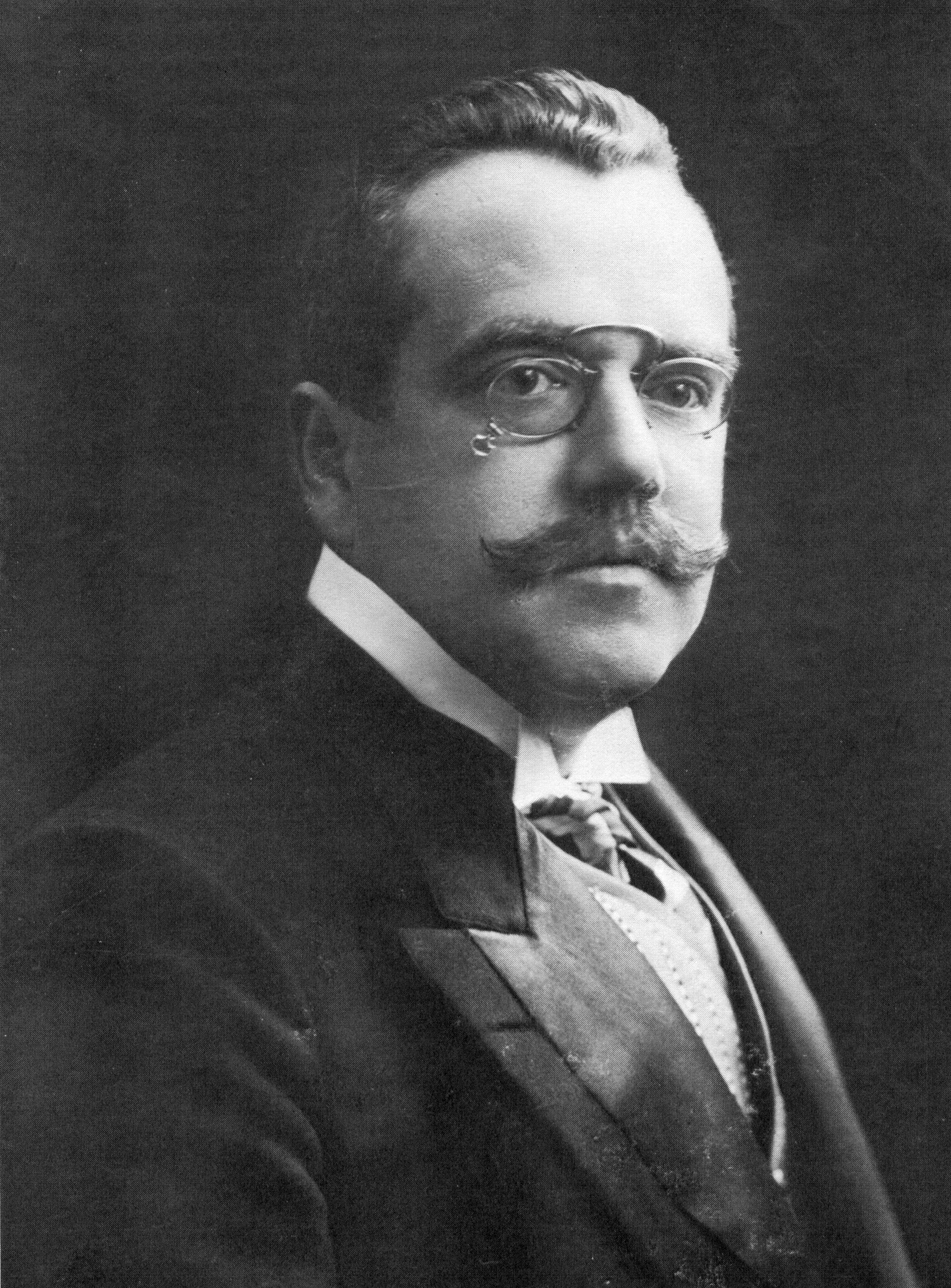
Hermann Geib

Hermann Geib (* 22. Juni 1872 in Bergzabern (Pfalz); † 23. September 1939 in Berlin) war ein deutscher Jurist, Politiker, Bürgermeister von Regensburg (1903–1910), Sozialpolitiker und Publizist (1914–1932).

## Ausbildung
Geib kam als Sohn des späteren Generalstaatsanwalts am Bayerischen Verwaltungsgerichtshof Adalbert von Geib und dessen Frau Rosalie, geb. Tenner, zur Welt. Er erlangte 1891 das Abitur am Maximiliansgymnasium München, studierte Rechtswissenschaft und Nationalökonomie an den Universitäten München und Erlangen und war Mitglied der dortigen Studentenverbindungen AGV München bzw. AMV Fridericiana Erlangen. 1896 legte er das Referendarexamen, 1899 den Staatskonkurs mit der Platzziffer 1 ab. Anschließend war er juristischer Hilfsarbeiter im bayerischen Innenministerium, seit 1902 Assessor und Hilfsreferent im Staatsministerium des Innern für Kirchen und Schulangelegenheiten. 1903 bewarb er sich auf die ausgeschriebene Stelle des rechtskundigen Bürgermeisters von Regensburg.

## Oberbürgermeister von Regensburg
Geib wurde am 24. Oktober 1903 als Nachfolger von Oskar von Stobäus mit 30 von 36 Stimmen vom Gremium der Gemeindebevollmächtigten zum ersten Bürgermeister der Stadt Regensburg gewählt. Sechs Stimmen entfielen auf seinen späteren Nachfolger, den im Unterschied zu Geib liberal katholischen Alfons Auer, der seit 1887 rechtskundiger Magistrat der Stadt war. Am 12. September 1906 wurde Geib mit sämtlichen abgegebenen 35 Stimmen zum Bürgermeister auf Lebenszeit gewählt. Am 21. Dezember 1907 verlieh ihm Prinzregent Luitpold den damals neuen Titel eines Oberbürgermeisters. Schon zwei Jahre später trat Geib zum 31. März 1910 aus gesundheitlichen Gründen in den unbezahlten Ruhestand. Nach dem Antritt einer Erbschaft war er finanziell völlig unabhängig.
Anders als sein Vorgänger Stobäus hielt der liberale Protestant Geib vom Beginn seiner Amtszeit an Distanz zur nationalliberalen Mehrheit im Gemeindekollegium und betonte seine überparteiliche Stellung. So beendete er die Praxis, das Rathaus zur Wahlkampfzentrale der Liberalen zu machen, was sich bei den Reichstags- und Landtagswahlen des Jahres 1907 zeigte. Er erhöhte auch die Umlagesätze der direkten Gemeindesteuer, was insbesondere das gehobene liberale Bildungs- und Wirtschaftsbürgertum traf, das im Gemeindekollegium dominierte. Die Folge  waren Auseinandersetzungen zwischen Bürgermeister und Kollegium, was ebenfalls als Grund für Geibs plötzlichen Amtsverzicht vermutet werden kann; einen Abschiedsbesuch von Deputierten der Gemeindegremien lehnte er ab.
Trotz solcher Querelen am Ende seiner Amtszeit war der Beginn der Ära Geib von Innovationen geprägt, zurückzuführen auf Energie, Phantasie und Durchsetzungsvermögen des jungen Bürgermeisters. Er wollte auch auf sozialem  Gebiet Initiativen ergreifen, keine bürgerlichen Zwistigkeiten dulden und den inneren Frieden zwischen den politischen Gruppierungen wieder herstellen, der unter seinem Vorgänger Stobäus zerbrochen war.
Zentrale Bedeutung hatten für Geib Bemühungen, die Industrialisierung der Stadt voranzutreiben, im Sinne der sozialdemokratischen Kräfte in der Stadt. Die treibenden Kräfte dabei waren die bereits von seinem Vorgänger Stobäus auf den Weg gebrachten Pläne zum Bau eines neuen Umschlagshafens, der auch im Winter nutzbar sein sollte. Geib setzte die Teilfinanzierung des Hafens aus dem Haushalt der Stadt durch und hatte mit dem Baubeginn 1906 und der Einweihung des Hafens im Jahr 1910 nicht nur die Grundlage für eine erhebliche Erhöhung des Verkehrs auf der Donau, sondern auch die Voraussetzungen zur Ansiedlung weiterer industrieller Unternehmungen geschaffen. Während Regensburg im Jahr 1903 680 Gewerbebetriebe mit 5053 Beschäftigten hatte, waren es im Jahr 1908 bereits 1062 Gewerbebetriebe mit 9115 Beschäftigten und 1911 1379 Betriebe mit 8746 Beschäftigten.
Der neue Hafen bot auch Zugang zu einem separaten Ölhafen, wo für den Winter, wenn die Schifffahrt auf der Donau schwierig war, größere Mengen des aus Rumänien importierten Petroleums gelagert und der Raffination unterworfen werden konnten.
Neben dem Hafenbau war die Amtszeit von Geib von der Schaffung kommunaler Einrichtungen im Bereich des Gesundheits- und Sozialwesens geprägt. Dazu gehörten die Einführung der Hausmüllabfuhr (1907), die Errichtung einer städtischen Beratungsstelle für stillende Mütter (1906) und eines städtischen Säuglingsheims, die Übernahme der Fürsorgestelle für Lungenkranke durch die Stadt (1908), die Einrichtung einer städtischen Assistentin für Armen- und Kinderfürsorge (1908) und die Eröffnung eines städtischen Wohnungsamtes (1908).
Von großer Bedeutung für die Stadt war zudem die mehrjährige Vorbereitung der für 1910 geplanten Oberpfälzer Kreisausstellung für Industrie, Gewerbe und Landwirtschaft, die dann erst 6 Monate nach dem Rücktritt von Geib von seinem Nachfolger als Bürgermeister Alfons Auer im September 1910 eröffnet wurde. Für die Kreisausstellung war die völlige Umgestaltung des bisher von den Schützengesellschaften als Schießplatz genutzten Geländes nordwestlich der Lazarusfriedhöfe, vor dem Jacobstor, beim Platz Unter den Linden erforderlich. Das gesamte Gelände sollte mit Bäumen und Wasserläufen als Stadtpark neu gestaltet und für die Ausstellung mit Ausstellungshallen, Versorgungsgebäuden und einer Kunsthalle versehen werden.
Neben diesen aufwändigen Arbeiten, deren angenehme Auswirkungen die Einwohner von Regensburg noch heute erfahren können, erforderte auch die umfassende Restaurierung des Alten Rathauses zwischen 1904 und 1910 viel Aufmerksamkeit.

## Staatssekretär im Reichsarbeitsministerium
Ab 1914 in Berlin lebend, engagierte sich Geib beim DRK und leitete ehrenamtlich die Abteilung Kriegsbeschädigten- und Bäderfürsorge. Ab 1915 übernahm er die Geschäftsleitung des Reichsausschusses der Kriegsbeschädigtenfürsorge, der die Rehabilitation der Kriegsinvaliden organisieren sollte. Diese Tätigkeit mündete in die Gründung des Reichsarbeitsamtes im Oktober 1918, das Geib im Rang eines Ministerialdirektors leitete. Nach der Bildung des Reichsarbeitsministeriums stieg Geib zum Staatssekretär auf, wo er u. a. für Fragen des Arbeitsrechts, der Sozialversicherung und der Arbeitsverwaltung verantwortlich war, die in der Zeit nach dem Ersten Weltkrieg besonderes Gewicht hatten. Bis 1932 war er Herausgeber des Jahrbuchs für Sozialpolitik und publizierte über juristische, volkswirtschaftliche, sozialpolitische und auch über naturwissenschaftliche Themen. Nach 13 Jahren im Amt zog er sich im Sommer 1932 zurück, wobei Reichspräsident Hindenburg im Abschiedsdekret schrieb, sein "Name (werde) mit der Geschichte der deutschen Sozialpolitik dauernd ehrenvoll verknüpft bleiben".

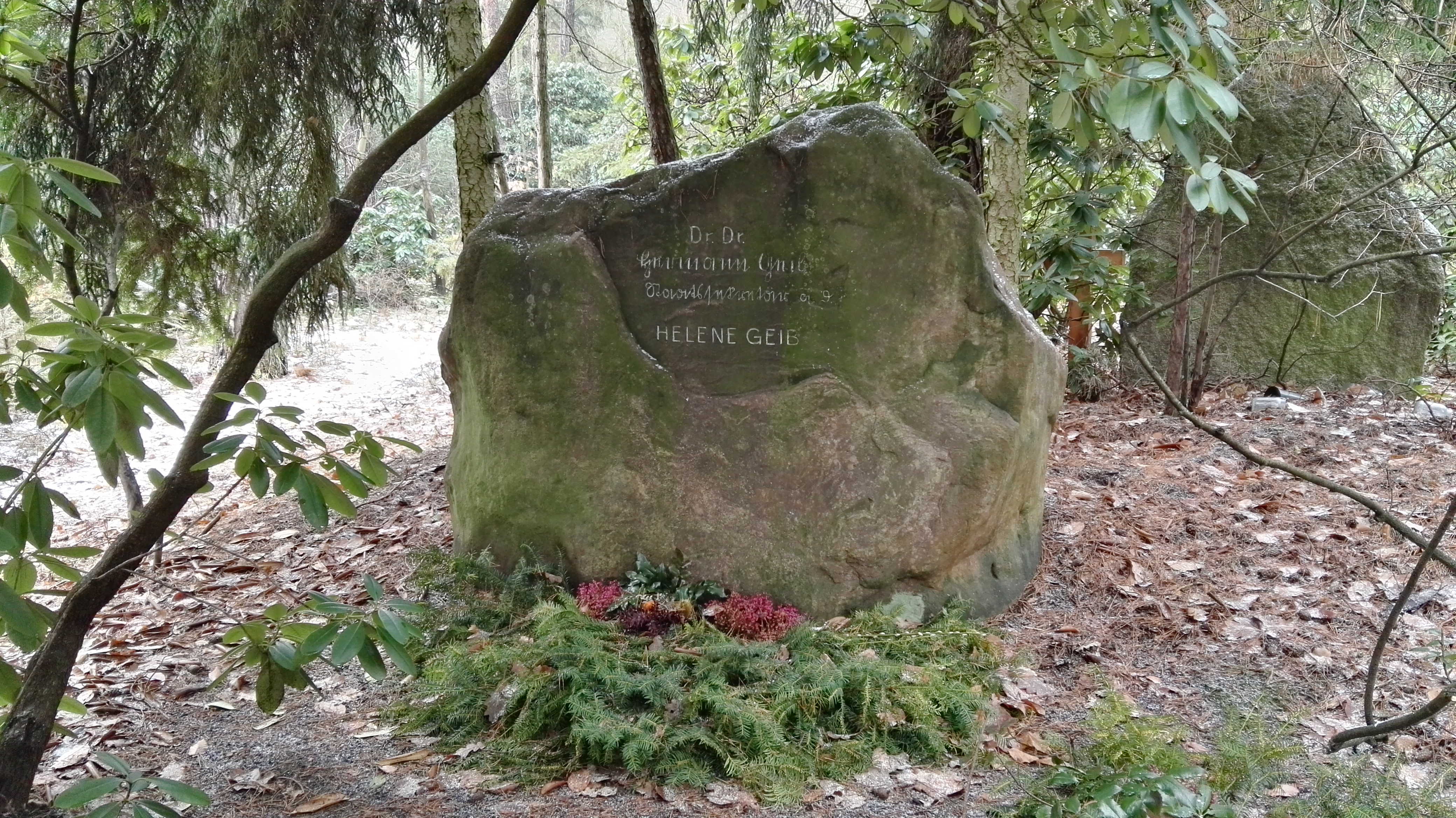
Grabstätte

Nach dem Ausscheiden aus dem Amt war Hermann Geib noch einige Jahre in mehreren Aufsichtsräten in der Keramikindustrie tätig. Am 23. September 1939 starb Hermann Geib in Berlin, wo er mit seiner Frau Helene (seit 1926), geb. Dressel, lebte. Er wurde auf dem Südwestkirchhof Stahnsdorf beigesetzt, wo das Grab seit 2007 wieder auf Kosten der Stadt Regensburg unterhalten wird.

## Ehrungen
- Für seine Verdienste auf sozialmedizinischem Gebiet wurde er von der Universität Heidelberg 1920 zum Dr. med. h. c. promoviert, 1932 erhielt er in Berlin den Titel eines Dr. phil. h. c.
- Die Stadt Regensburg ehrte Geib 1929 mit der Ernennung zum Ehrenbürger. In Erinnerung an Geib wurde zudem im südöstlichen Stadtteil Galgenberg eine Straße nach ihm benannt.